# ادی تستا
ادی تستا (انگلیسی: Eddie Testa; ۱ دسامبر ۱۹۱۰ – ۹ دسامبر ۱۹۹۸) دوچرخه‌سوار اهل ایالات متحده آمریکا بود. وی در بازی‌های المپیک تابستانی ۱۹۳۲ شرکت کرده است.